# Rheumaptera montivagata
Rheumaptera montivagata là một loài bướm đêm trong họ Geometridae.